# Alessio V di Trebisonda
Alessio V Mega Comneno (in greco Ἀλέξιος Σκαντάριος Μέγας Κομνηνός?, Alexios Skantarios Megas Komnēnos; 1454 – Costantinopoli, 1º novembre 1463) fu per breve tempo imperatore trapezuntino nell'aprile del 1460, succedendo allo zio Giovanni IV, fino alla sua deposizione da parte dell'altro zio, Davide II. Figlio di Alessandro di Trebisonda e Maria Gattilusio, è stato citato in diverse maniere: come Alessio Scantario Comneno o Alessio V Mega Comneno. Scantario è un nome apparentemente di origine turca talvolta attribuito al padre di Alessio, Alessandro, forse derivato dalla versione turca di Alessandro (İskender). Alessio era il figlio e l'unico figlio conosciuto di Alessandro, un fratello di Giovanni IV e Davide II. Alessandro fu co-imperatore di Giovanni IV, ma morì prima del 1460, lasciando il giovane Alessio come erede di Giovanni IV. Quasi subito dopo l'ascesa al trono di Alessio, Davide, con il sostegno dell'influente famiglia dei Cabaziti, depose Alessio e prese il trono per sé.
Alessio fu giustiziato insieme al resto della sua famiglia dagli Ottomani a Costantinopoli nel 1463, due anni dopo la caduta di Trebisonda in mano all'Impero Ottomano, dopo che Davide fu accusato di aver complottato un tradimento contro il sultano ottomano Mehmed II. 

## Biografia
Alessio V Mega Comneno nacque nel 1454 come unico figlio conosciuto di Alessandro Mega Comneno, un co-imperatore trapezuntino, e Maria Gattilusio, una figlia di Dorino I Gattilusio, signore dell'isola di Lesbo, che dopo essere rimasta vedova nel 1458 venne costretta a unirsi all'harem del sultano ottomano Mehmed II. In precedenza si riteneva erroneamente che Alessio fosse figlio del fratello di Alessandro, Giovanni IV Mega Comneno, ma i documenti contemporanei dimostrano che era figlio di Alessandro. Alessandro, che in alcune fonti è chiamato anche Scantario, era figlio dell'imperatore trapezuntino Alessio IV Mega Comneno (r. 1417-1429) ed era stato il suo erede designato. Alessio IV fu tuttavia assassinato e gli succedette il fratello maggiore di Alessandro, Giovanni IV Mega Comneno (r. 1429-1460), nel 1429. Inizialmente ostili l'uno all'altro, i due fratelli alla fine si riconciliarono e sembra che Alessandro sia stato nominato co-imperatore dal fratello negli anni '50 del XIV secolo, poiché Giovanni IV non aveva figli propri e preferiva Alessandro all'altro fratello, Davide. Alessandro precedette Giovanni, il che lasciò che il giovane Alessio fosse designato come erede di Giovanni.
Alessio fu imperatore per pochissimo tempo dopo la morte dello zio, nell'aprile del 1460, ma fu quasi subito deposto dallo zio Davide, che quindi salì al trono per se stesso. Davide era adulto ed esperto comandante e doveva quindi considerarsi un candidato più adatto. L'usurpazione di Davide, sostenuta principalmente dalla famiglia aristocratica dei Cabaziti, fu così rapida che alcune fonti contemporanee e quasi contemporanee descrivono Davide come immediatamente succeduto a Giovanni IV. Tuttavia, lo storico contemporaneo Laonico Calcondila scrive che Davide prese il trono dal giovane nipote.
La vita di Alessio dalla deposizione alla morte è poco conosciuta. Secondo testimonianze contrastanti, egli visse in esilio a Pera, nei pressi di Costantinopoli, oppure rimase a Trebisonda. Fonti successive affermano che il sultano ottomano Mehmed II, che aveva conquistato Costantinopoli nel 1453, a un certo punto prese il giovane Alessio come uno dei suoi paggi. Il 15 agosto 1461 Mehmed II conquistò Trebisonda e permise allo zio di Alessio, Davide, e alla sua famiglia di stabilirsi nei pressi di Adrianopoli, ma nel 1463 il sultano li accusò di tramare un tradimento.  Il motivo fu lo scambio epistolare con Uzun Hassan, che in quel periodo aveva temporaneamente conquistato Trebisonda, e sua moglie Teodora Despina Khatun (cugina di Alessio come figlia di Giovanni IV). In quel periodo Alessio visse accanto a Davide e ai suoi figli. Alessio si convertì brevemente all'Islam in seguito alle accuse di tradimento, ma poco dopo si riconvertì al Cristianesimo. Fu giustiziato insieme a Davide e ai figli di Davide a Costantinopoli il 1º novembre 1463. Nel luglio 2013, Alessio, Davide e i figli giustiziati di Davide sono stati canonizzati come santi dalla Chiesa ortodossa orientale.

## Ascendenza
|                                         |                                           |                                          | Genitori                                        |  |  | Nonni |  |  | Bisnonni                              |  |  | Trisnonni                             |  |
|                                         |                                           |                                          |                                                 |  |  |       |  |  | Manuele III, imperatore di Trebisonda |  |  | Alessio III, imperatore di Trebisonda |  |
|                                         |                                           |                                          |                                                 |  |  |       |  |  | Manuele III, imperatore di Trebisonda |  |  | Alessio III, imperatore di Trebisonda |  |
|                                         |                                           | Teodora Cantacuzena                      |                                                 |  |  |       |  |  | Manuele III, imperatore di Trebisonda |  |  |                                       |  |
| Alessio IV, imperatore di Trebisonda    |                                           |                                          |                                                 |  |  |       |  |  | Manuele III, imperatore di Trebisonda |  |  |                                       |  |
|                                         |                                           | Gulkhan-Eudocia di Georgia               | Davide IX, re di Georgia                        |  |  |       |  |  |                                       |  |  |                                       |  |
|                                         |                                           | Gulkhan-Eudocia di Georgia               | Davide IX, re di Georgia                        |  |  |       |  |  |                                       |  |  |                                       |  |
|                                         |                                           | Gulkhan-Eudocia di Georgia               | Sindukhtar Jaqeli                               |  |  |       |  |  |                                       |  |  |                                       |  |
| Alessandro, co-imperatore di Trebisonda |                                           | Gulkhan-Eudocia di Georgia               |                                                 |  |  |       |  |  |                                       |  |  |                                       |  |
|                                         |                                           | Teodoro Paleologo Cantacuzeno            | Demetrio I Cantacuzeno, governatore della Morea |  |  |       |  |  |                                       |  |  |                                       |  |
|                                         |                                           | Teodoro Paleologo Cantacuzeno            | Demetrio I Cantacuzeno, governatore della Morea |  |  |       |  |  |                                       |  |  |                                       |  |
|                                         |                                           | Teodoro Paleologo Cantacuzeno            | …                                               |  |  |       |  |  |                                       |  |  |                                       |  |
| Teodora Cantacuzena                     |                                           | Teodoro Paleologo Cantacuzeno            |                                                 |  |  |       |  |  |                                       |  |  |                                       |  |
|                                         |                                           | Elena Ouresina Ducaina                   | Giovanni Uroš Ducas Paleologo                   |  |  |       |  |  |                                       |  |  |                                       |  |
|                                         |                                           | Elena Ouresina Ducaina                   | Giovanni Uroš Ducas Paleologo                   |  |  |       |  |  |                                       |  |  |                                       |  |
|                                         |                                           | Elena Ouresina Ducaina                   | …                                               |  |  |       |  |  |                                       |  |  |                                       |  |
| Alessio V, imperatore di Trebisonda     |                                           | Elena Ouresina Ducaina                   |                                                 |  |  |       |  |  |                                       |  |  |                                       |  |
|                                         | Francesco II Gattilusio, signore di Lesbo | Francesco I Gattilusio, signore di Lesbo |                                                 |  |  |       |  |  |                                       |  |  |                                       |  |
|                                         | Francesco II Gattilusio, signore di Lesbo | Francesco I Gattilusio, signore di Lesbo |                                                 |  |  |       |  |  |                                       |  |  |                                       |  |
|                                         | Francesco II Gattilusio, signore di Lesbo | Irene Paleologa                          |                                                 |  |  |       |  |  |                                       |  |  |                                       |  |
| Dorino I Gattilusio, signore di Lesbo   | Francesco II Gattilusio, signore di Lesbo |                                          |                                                 |  |  |       |  |  |                                       |  |  |                                       |  |
|                                         |                                           | Valentina Doria                          | Dorino II Doria, signore di Loano               |  |  |       |  |  |                                       |  |  |                                       |  |
|                                         |                                           | Valentina Doria                          | Dorino II Doria, signore di Loano               |  |  |       |  |  |                                       |  |  |                                       |  |
|                                         |                                           | Valentina Doria                          | Violante Doria                                  |  |  |       |  |  |                                       |  |  |                                       |  |
| Maria Gattilusio                        |                                           | Valentina Doria                          |                                                 |  |  |       |  |  |                                       |  |  |                                       |  |
|                                         |                                           | …                                        | …                                               |  |  |       |  |  |                                       |  |  |                                       |  |
|                                         |                                           | …                                        | …                                               |  |  |       |  |  |                                       |  |  |                                       |  |
|                                         |                                           | …                                        | …                                               |  |  |       |  |  |                                       |  |  |                                       |  |
| Orietta Doria                           |                                           | …                                        |                                                 |  |  |       |  |  |                                       |  |  |                                       |  |
|                                         |                                           | …                                        | …                                               |  |  |       |  |  |                                       |  |  |                                       |  |
|                                         |                                           | …                                        | …                                               |  |  |       |  |  |                                       |  |  |                                       |  |
|                                         |                                           | …                                        | …                                               |  |  |       |  |  |                                       |  |  |                                       |  |
|                                         |                                           | …                                        |                                                 |  |  |       |  |  |                                       |  |  |                                       |  |